# Paul Kossoff

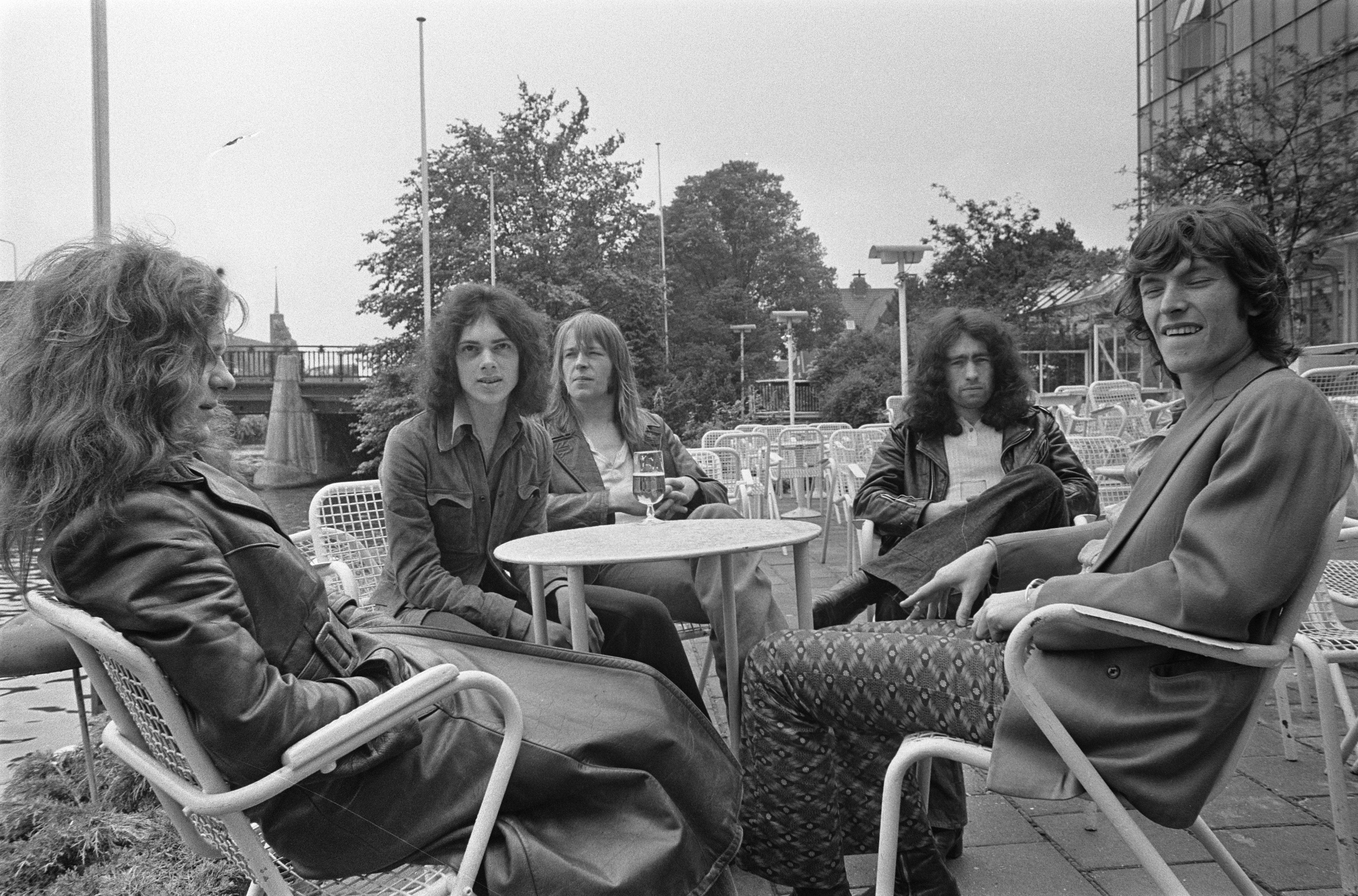
Paul Kossoff (izquierda), junto a la banda Free en Ámsterdam.

Paul Francis Kossoff (14 de septiembre de 1950 – 19 de marzo de 1976) fue un guitarrista británico, conocido por su trabajo con la banda Free. Fue ubicado en el puesto Nro. 51 de la lista de los "100 mejores guitarristas de todos los tiempos" de la revista Rolling Stone. En un vuelo entre Los Ángeles y Nueva York el 19 de marzo de 1976, Kossoff murió por problemas cardíacos relacionados con su adicción a la heroína.

## Legado
Kossoff se convirtió en uno de los guitarristas más influyentes de la escena roquera británica. Una de sus guitarras, la Fender Stratocaster de 1957, fue comprada luego de su muerte por el guitarrista Dave Murray, músico de Iron Maiden, quien la usó entre 1978 y 1990.

## Discografía seleccionada

### Free
- Tons of Sobs (1969)
- Free (1969)
- Fire and Water (1970)
- Highway (1970)
- Free Live! (1971) (live)
- Free at Last (1972)
- Heartbreaker (1973)

### Kossoff, Kirke, Tetsu and Rabbit
- Kossoff, Kirke, Tetsu and Rabbit (1971)

### Solo
- Back Street Crawler (1973)
- Koss (1977)
- Blue Soul (1986)

### Back Street Crawler
- The Band Plays On (1975)
- 2nd Street (1976)
- Live at Croydon Fairfield Halls 15/6/75